# Generaal pardon
Generaal pardon is een juridische term die letterlijk betekent 'kwijtschelding voor iedereen'. Een pardon is een kwijtschelding van de wettelijke gevolgen van een misdrijf, maar de term 'generaal pardon' wordt ook in bredere zin gebruikt voor het niet toepassen van de wetgeving. Voorbeelden zijn:
- Het afzien van strafvervolging voor mensen die betrokken zijn geweest bij bepaalde politieke ongeregeldheden of burgeroorlog, zie Amnestie
- Het toekennen van een verblijfsvergunning of een permanent verblijfsrecht aan groepen mensen die illegaal in een bepaald land verblijven of slechts een recht op tijdelijk verblijf hadden. Zie Generaal pardon (immigratie)
- Een aantal generaal pardonperioden voor de AOW in Nederland in de jaren 1960 en 1970, die inhielden dat personen voor wie de reactietermijn van 1 jaar na het verplicht verzekerd raken reeds was verstreken, alsnog de kans kregen zich in te kopen voor een bepaalde datum in de toekomst.